# Sébastien Philippe
Sébastien Philippe (Villeurbanne, 8 de fevereiro de 1975), é um automobilista francês que atualmente gerencia a equipe francesa de automobilismo ART Grand Prix.
Philippe competiu em categorias como Super GT e o Campeonato Francês de Fórmula 3. Ele venceu o Campeonato Japonês de Fórmula 3 em 2000 e anteriormente havia vencido a temporada de Fórmula Campus by Renault e Elf de 1993. Philippe também terminou em segundo lugar na categoria GT500 da Super GT em 2006 ao lado de Shinya Hosokawa.